# Poitea multiflora
Poitea multiflora är en ärtväxtart som först beskrevs av Olof Swartz, och fick sitt nu gällande namn av Ignatz Urban. Poitea multiflora ingår i släktet Poitea och familjen ärtväxter. Inga underarter finns listade i Catalogue of Life.